# Kota Hattori
Kota Hattori (Chiba, 22 november 1977) is een Japans voetballer.

## Clubcarrière
Kota Hattori speelde tussen 1996 en 2011 voor Sanfrecce Hiroshima. Hij tekende in 2012 bij Fagiano Okayama.